# Kalpak

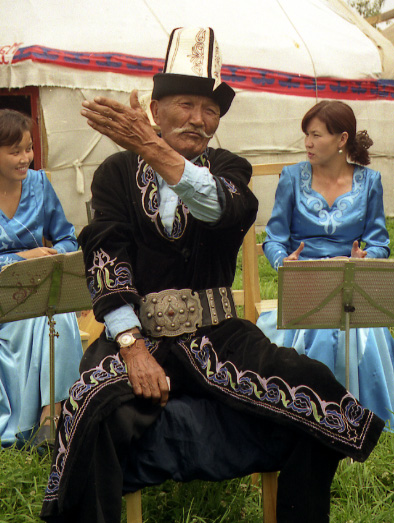
Manasči v kalpaku

Kalpak (turecky kalpak, bulharsky, srbsky a kyrgyzsky калпак) je vysoký klobouk, který nosí muži na Balkáně, v Turecku a ve Střední Asii. Je turkického původu. Z jeho názvu klobouku pochází označení etnické skupiny Karakalpaků (v doslovném překladu „černý kalpak“) v severním Uzbekistánu.